# Mallorca (vino)
Mallorca es una indicación geográfica protegida, utilizada para designar los vinos de la tierra procedentes de las zonas vinícolas de Mallorca. Son vinos elaborados a partir de las variedades de uva blancas prensal (moll), chardonnay, macabeo, malvasía, moscatel de Alejandría, moscatel de grano menudo, parellada, riesling sauvignon blanc y giro ros; y a partir de las variedades tintas callet, manto negro, cabernet sauvignon, fogoneu, merlot, monastrell, syrah, tempranillo pinot noir y gorgollassa.

## Historia
De la relación entre el vino y Mallorca ya existen constancias de los siglos VII y VI a. C., tiempos a que pertenecen multitud de vasos y otros recipientes de barro, que eran empleados para la comercialización de vino dentro del Mar Mediterráneo. 
Ahora bien, parece que no fue hasta la época de ocupación romana que se introdujo la viña y se desarrolló su cultivo en Mallorca. El año 123 a. C., la isla fue conquistada por el ejército a las órdenes de Quinto Cecilio Metelo y dio lugar a un periodo de más de mil años en que la isla estuvo sometida a la dominación romana. 
En esta época de plena expansión del cristianismo, el vino alcanzó un valor único en Mallorca y la actividad vitivinícola una importancia destacada. Así, ya en el siglo I a. C., el historiador romano Cayo Plinio el Viejo citaba en su libro “Naturalis Historia”: “…los vinos baleáricos se comparan con los mejores de Italia”. 
En el año 903, los árabes conquistaron Mallorca y se inició un periodo de más de trescientos años en que el poder de la isla estuvo sometido a la cultura coránica. A pesar de sus prohibiciones, el cultivo de la viña continuó, incluso aplicando los sofisticados sistemas de regadío inventados por los árabes. Existen datos que indican que, así y todo, en esta época se consumía vino. 
En septiembre de 1229, las tropas de Jaime I devuelven Mallorca al reino cristiano. Una de las medidas tomadas por el rey fue la concesión de licencias para el cultivo de viñas en Buñola, Campos, Felanich, Manacor, Porreras y Valldemosa. Este retorno a la actividad vitivinícola supuso la transformación de toda una sociedad, que se liberaba de la prohibición islámica del consumo de vino. 
Entre los siglos XIV y XVIII, la producción de vino mallorquín fue próspera y la actividad vitivinícola se convirtió en una de las principales actividades económicas de los habitantes, dando lugar incluso al inicio de un importante comercio marítimo de los vinos de la zona. 
Durante la primera mitad del siglo XIX, los cultivos de uva fueron afectados por dos plagas, primero la del pulgón y después la de “oidium”, que provocaron una reducción de la superficie cultivada. En cambio, la plaga de filoxera que sufrió Francia en el año 1862, que motivó la urgente demanda de uva, mostos y vinos por parte de los vinateros franceses, estimuló la rápida replantación de las viñas en Mallorca y se produjo, entre los años 1865 y 1890, el periodo de máximo esplendor del cultivo de uva y producción de vino en la isla. Eran tan importantes los movimientos desde los puertos de Palma, Porto Colom y Alcudia hacia Francia, que hasta se crearon empresas de transporte marítimo dedicadas exclusivamente a las exportaciones de vinos. 
El año 1891 apareció la filoxera en Mallorca y, con su gran capacitat de reproducción, provocó un efecto fulminante para las viñas de Mallorca. Las exportaciones quedaron paralizadas y el cultivo de la viña en la isla devastado. Como consecuencia, se produjo una sustitución del cultivo de la viña, principalmente por el del almendro, y una reducción de la producción de vino, que quedó limitada a una pequeña cantidad, insuficiente para cubrir el consumo interior y que creó la obligación de importar vinos foráneos. 
A principios del siglo XX se llevó a cabo una lenta repoblación de las viñas en Mallorca. Ara bien, durante las décadas de los 30 y los 40, el cultivo de uva volvió a sufrir un retroceso, debido a la guerra civil española y la posterior necesidad de obtener otros productos agrícolas. A partir de los años 60, el desarrollo turístico propició que, por un lado, los hijos de muchos vinateros mallorquines abandonasen el negocio del vino (para invertir en la hostelería y la construcción) y, por otro lado, que se incrementara el consumo de vinos peninsulares, principalmente vinos a granel mucho más baratos. 
A pesar de todo esto, en la década de los años 90 se produjo una reactivación del sector, gracias al esfuerzo de los viticultores y vinicultores de la isla, que lucharon especialmente por obtener una mejora de la calidad del producto final. La mayor atención y cuidado de los cultivos, así como la renovación tecnológica de las bodegas, hicieron de este periodo uno de los mejores momentos del sector en Mallorca. 
Hoy en día, los vinos mallorquines cuentan con unas características singulares, una elevada calidad y una personalidad reconocida, que les ha permitido obtener importantes valoraciones por parte de los expertos. Los vinateros de la isla continúan, mediante sus esfuerzos, persiguiendo su deseo de incorporar el nombre de Mallorca dentro de las zonas más selectas productoras de grandes vinos. 
En el año 2007 se publica la Orden de la consejera de Agricultura y Pesca de 13 de abril, por la cual se reconoce y se regula la indicación geográfica “Mallorca” para los vinos con derecho a la mención tradicional “vino de la tierra” producidos en la isla de Mallorca.

## Marco Geoclimático
La zona de producción de uva, elaboración y embotellado del vino con derecho a la mención “vino de la tierra Mallorca” comprende todos los municipios de la isla de Mallorca. Únicamente tienen derecho a usar esta mención los vinos elaborados íntegramente con uvas producidas en Mallorca y envasados en la zona de producció. 
Geográficamente, la isla de Mallorca se organiza en cinco unidades: la Serra de Tramuntana (donde se registran las mayores altitudes, que sirven de protección frente a los vientos del noroeste), el Raiguer, el Pla, la Serra de Llevant (con altitudes más moderadas) y el Migjorn. 
El clima mallorquín es típicamente mediterráneo, con temperaturas muy altas durante el verano (superiores a los 30 °C) y moderadamente bajas durante el invierno (raramente inferiores a los 5 °C). En los puntos más altos de las montañas de la Serra de Tramuntana se producen nevadas habitualmente durante el invierno. El nivel de humedad es, en general, muy elevado. Las precipitaciones, que suelen ser de tipo tormentoso, se concentran en otoño. 

## Variedades de uva
- Tintas:  Manto negro, Callet, Gargollassa, Cabernet sauvignon, Fogoneu, Merlot, Monastrell y Pinot noir.

- Blancas: Prensal (moll), Macabeo, Malvasía, Moscatel de Alejandría, Moscatel de grano menudo, Parellada, Riesling, Sauvignon blanc.

## Características de los vinos
Los vinos designados con la mención “vino de la tierra Mallorca” son vinos limpios, con aromas francos identificativos de las variedades de la uva de procedencia. 
Los vinos blancos son de color amarillo pálido a dorado; aromáticos, predominando los aromas frutales y/o forales; equilibrados, amplios y frescos. 
Los vinos rosados son de color rosa pálido a rosa anaranjado, brillantes y transparentes, con predominio de los aromas primarios. 
Los vinos tintos son de capa elevada, con aroma potente y ricos en taninos. La fase aromática se caracteriza por la presencia de frutas rojas. En boca son redondos y con cuerpo.

## Sistema de Control
Todas las botellas con la indicación geográfica "vino de la tierra Mallorca" deben ir con un número de control oficial asignado por la Dirección General de Agricultura, a la que corresponde el control y la certificación del "vino de la tierra Mallorca". 

## Bodegas
- Bodegas José L. Ferrer
- Bodegas Macià Batle
- Vinyes i Bodgues Miquel Olivera Serra Molla
- Bodegas Ribas
- Bodegas Santa Catarina
- Son Artigues
- Son Bordils
- SON PRIM
- Bodegas Son Puig
- Son Vives, Bañalbufar
- 4kilos vinícola
- 7103 Petit Celler
- Bodegas Vins Nadal
- Bodega AVA Vi Mallorca
- Bodegas Oliver Moragues

- Bodega BiniVista,